# トキワ荘
- トキワ莊

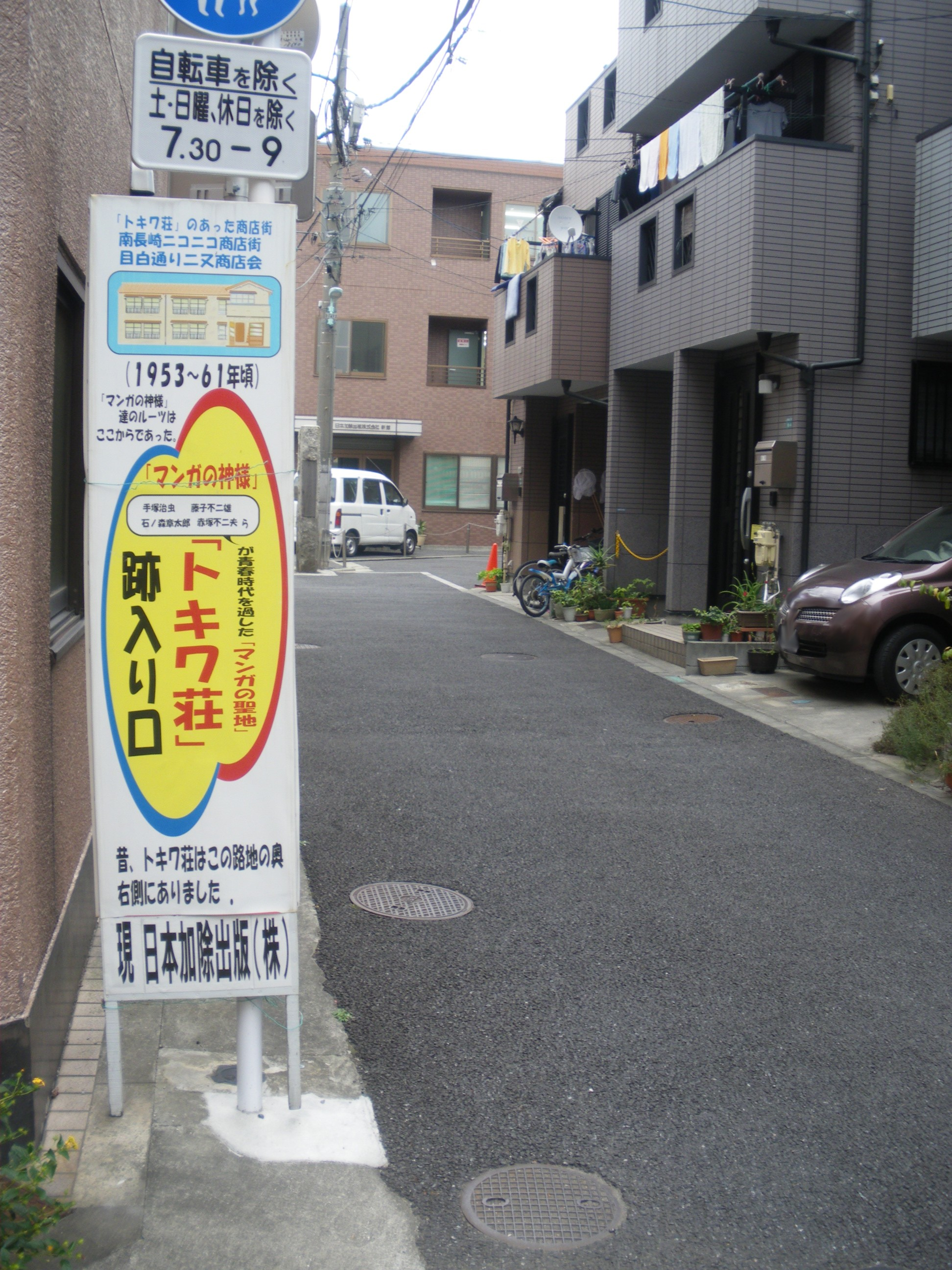
トキワ荘通りから見た、トキワ荘跡地への入口路地（2009年、左の案内看板は現存しない）。奥が跡地に建てられた日本加除出版新館で、この突き当たりを右に進んだ場所に「トキワ荘跡地モニュメント」がある。

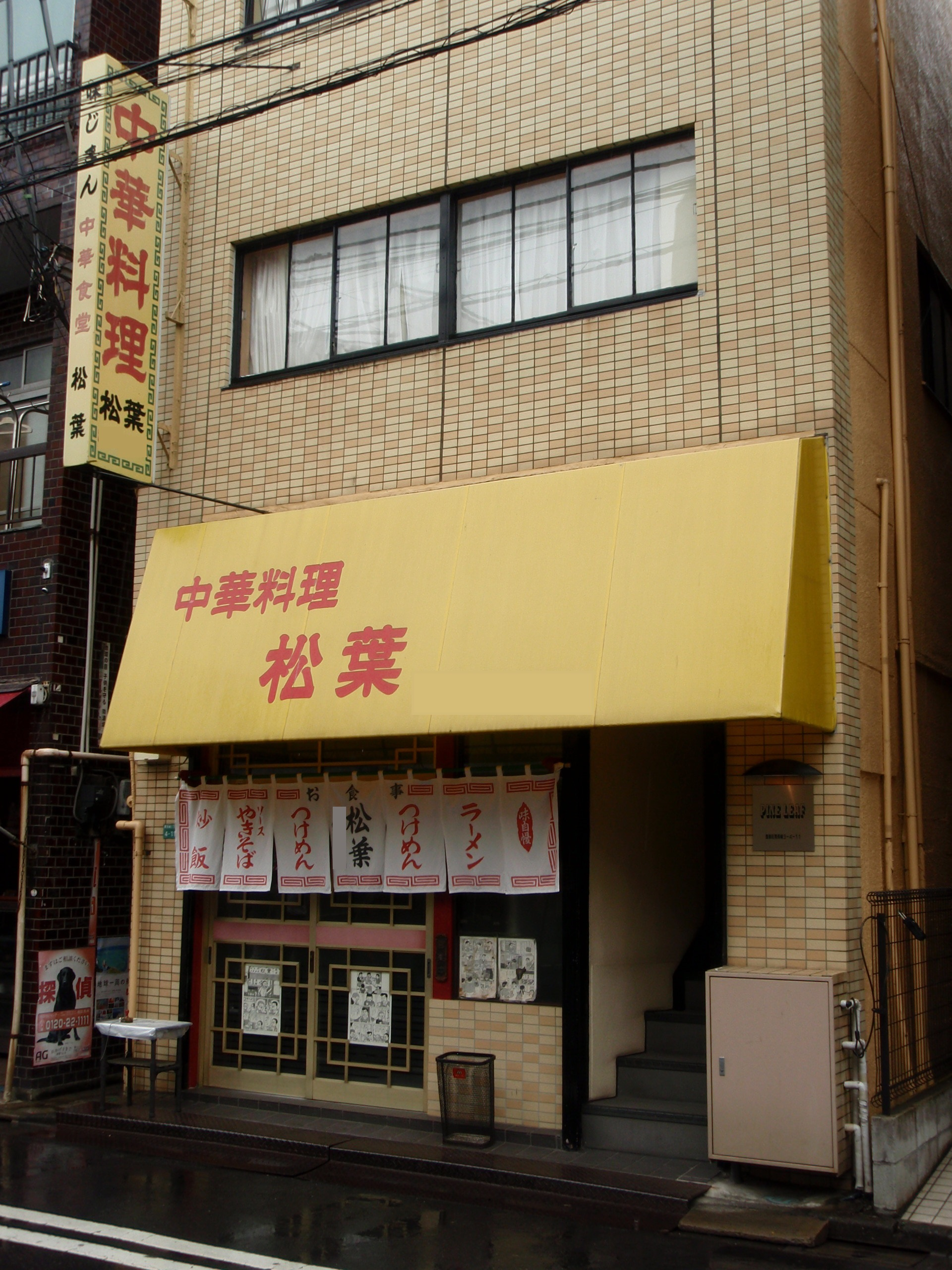
中華料理店「松葉」（2019年）。入口路地の向かいにあり、トキワ荘住人がよく利用し、藤子不二雄Ⓐ『まんが道』等にも登場する。

トキワ荘（トキワそう）は、東京都豊島区南長崎三丁目（住居表示16番6号、完成当時の住所表記は椎名町五丁目2253番地）に、1952年（昭和27年）から1982年（昭和57年）にかけて存在した木造2階建アパート。
手塚治虫、藤子不二雄、石ノ森章太郎、赤塚不二夫ら著名な漫画家が居住していたことで知られ、漫画の「聖地」となったことから、豊島区によって復元施設「豊島区立トキワ荘マンガミュージアム」が同区の南長崎花咲公園内に建設された。

## 概要
上棟式は1952年（昭和27年）12月6日。老朽化により1982年（昭和57年）11月29日に解体された。跡地は2020年（令和2年）時点、日本加除出版の社屋となっている。賃貸された部屋のうち2階部分は十室で、全て四畳半（押入れと入り口部分のスペースを除く）。その他、共同の調理場、トイレなどが存在した。
手塚治虫は1952年（昭和27年）に上京して最初は東京都新宿区四谷の八百屋の2階に下宿していたが、やがて昼夜を問わぬ編集者の出入りの激しさについて八百屋の主人から苦情を言われるようになった。この時、手塚は、学童社の加藤謙一の次男・加藤宏泰から、宏泰の住む新築アパート「トキワ莊」へ入居するように誘われて、1953年（昭和28年）の初頭に住人となった。これを皮切りに、学童社が、自社の雑誌に連載を持つ漫画家の多くをトキワ荘へ入居させた。最も多い時期には7 - 8名の漫画家が居住し、またその仲間の漫画家も出入りするようになったため、「マンガ荘」というニックネームまで付けられた。
才能ある漫画家たちがトキワ荘に集まった背景には、寺田ヒロオの「空いた部屋には若い同志を入れ、ここを新人漫画家の共同生活の場にしていきたい」「新人漫画家同志で励まし合って切磋琢磨できる環境をつくりたい」との思いがあった。このほかに「漫画家が原稿を落としそうになった際、他の部屋からすぐに助っ人を呼べる環境が欲しい」という編集者側の思惑と、「他の漫画家の穴埋め原稿でもいいから自分の仕事を売り込む機会が欲しい」という描き手側の利害の一致もあったとされている。
それら若手漫画家達の多くは後に著名になり、その漫画家達により同じアパートに住んでいたという事実が世間にも伝えられるようになった。なお、トキワ荘への入居と仲間入りに際しては、メンバーたちにより、
- 『漫画少年』で寺田が担当していた投稿欄「漫画つうしんぼ」の中で優秀な成績を収めていること。
- 協調性があること。
- 最低限、プロのアシスタントが務まったり、穴埋め原稿が描けたりする程度の技量には達していること。
- 本当に良い漫画を描きたいという強い意志を持っていること。

といった基準で厳格な事前審査が行われていたとされる。こうした背景を考えると、トキワ荘に居住した（居住できた）のは単なる若手漫画家ではなく、選び抜かれた漫画エリート集団であり、トキワ荘から多数の一流漫画家が世に出たのは偶然ではなく必然だったと指摘されている。
近所に「松葉」という中華料理店があり、藤子不二雄がラーメンの出前を取るなど、住人らが頻繁に利用していた。この店のラーメンは、藤子不二雄の作品に登場する「小池さん」の設定に影響したとされる。松葉は現在も営業を続けている。ワカコ酒Season4で取り上げられた。
また、1955年（昭和30年）5月に結成された新漫画党のメンバー、すなわち寺田ヒロオ（総裁）、藤子不二雄（藤本弘、安孫子素雄）、鈴木伸一、森安なおや（1957年〈昭和32年〉に除名処分を受ける）、つのだじろう、石森章太郎、赤塚不二夫、園山俊二は、トキワ荘に当時かかっていたカーテンに各自、結成を祝って漫画を描いた。現在そのカーテンは、おもちゃコレクター・鑑定士の北原照久の所有となっており、漫画界の「釈迦の衣」と呼ばれている。
雑誌『COM』では1969年（昭和44年）から翌1970年（昭和45年）にかけ、各漫画家たちがトキワ荘に住んでいた頃の状況を自伝として描いた（後にまとめられ、『トキワ荘物語』として翠楊社より1978年（昭和53年）に出版。以後も再刊、再編集）。さらに1970年代からは『週刊少年キング』等に連載された藤子不二雄（藤子不二雄Ⓐ）の『まんが道』や、つのだじろうの『その他くん』などによってトキワ荘のエピソードが語られ、後進の漫画家、或いは漫画ファンに知られるようになった。その結果、トキワ荘自体も著名な存在となり、既に各漫画家が全員退出してしまった時期においても見学者がはとバスで訪れるといった聖地的な扱いをされるに至った。解体前の1978年（昭和53年）には翠楊社より『トキワ荘物語』が刊行され、解体が決まった1981年（昭和56年）、手塚治虫を中心としたかつての居住者らが集まって同窓会が開かれ、その模様はNHK特集『わが青春のトキワ荘〜現代マンガ家立志伝〜』（NHK）として5月25日に放送、ビデオも発売された。この時、建物に残っていた襖で寄せ書きが作成された。これは『驚き桃の木20世紀』（テレビ朝日）で公開された。また、10月3日にはフジテレビでテレビアニメ『ぼくらマンガ家 トキワ荘物語』（脚本・辻真先、監修・小池一夫、監督・鈴木伸一、キャラクターデザイン・石森章太郎）が放映された。さらに1996年（平成8年）には市川準監督、本木雅弘主演で映画『トキワ荘の青春』が公開されている。
トキワ荘自体は解体された1982年（昭和57年）の12月に新築され、バス・トイレ付きのアパートになった。そして赤塚不二夫直筆の「トキワ荘」表札が掲げられていた。しかし、バブル景気の最中に地上げに巻き込まれて更地化した。現在は日本加除出版の新館社屋となっている。
トキワ荘の解体を聞きつけて取材した新聞記者に手塚は、かつて住んでいた2階14号室の天井板に『リボンの騎士』のサファイアの絵と自画像を描いて贈った。これは警視庁記者クラブに保存された後、2020年（令和2年）2月26日、豊島区に寄贈された。

## トキワ荘の居住者

トキワ荘住人の自画像とサインを集めたモニュメント（豊島区南長崎花咲公園）

### 漫画家
太字は存命者。
- 手塚治虫（兵庫県出身、1953年初頭 - 1954年10月[18]）2階14号室。
- 寺田ヒロオ（新潟県出身、1953年12月31日[19] - 1957年6月20日[20]）
- 藤子不二雄（藤本弘と安孫子素雄、富山県出身、1954年10月30日[21] - 1961年10月）
  - 当初は二人で手塚が住んでいた一室を借り、後に藤本が別に一部屋を借りて移っている。1955年12月ごろから安孫子の姉である喜多枝（後の藤子スタジオ代表取締役社長）が上京して弟の部屋に同居し、食事の世話等をしていた。
- 鈴木伸一（長崎県出身、1955年9月2日[22] - 1956年6月1日）
- 森安なおや（岡山県出身、1956年2月 - 1956年末[23]）
- 石森章太郎（宮城県出身、後に石ノ森章太郎と改名）（1956年5月4日[24] - 1961年末）ただし退去後もアシスタントの部屋のみトキワ荘に残す。
- 赤塚不二夫（満州出身新潟県育ち、1956年5月4日[24] - 1961年10月[25]）
- よこたとくお（福島県出身、1958年 - 1961年[23]）
- 水野英子（山口県出身、1958年3月 - 1958年10月[26]）
- 山内ジョージ（満州出身宮城県育ち、1960年9月 - 1962年3月）

### その他
- 赤塚藤七（1962年1月 - 1964年頃、赤塚不二夫の実父。妻のリヨと共にトキワ荘に居住していた時期がある）
- 遠藤景子（NHK松山放送局元放送局長。漫画家ではないが、トキワ荘で生まれ、幼い頃に居住していた）

### トキワ荘に頻繁に出入りしていた漫画家
- 長谷邦夫
- 高井研一郎
- 園山俊二
- つげ義春 - 『漫画少年』の投稿欄を通じて知り合った赤塚不二夫を訪ね、トキワ荘に出入りしていた。「まだデビュー前で、トキワ荘に移ってからも、彼だけがなかなか芽が出ないでいたんですね。ぼくがトキワ荘を訪ねても、相手をしてくれるのは、赤塚さんくらいでした」「トキワ荘には、まだ赤塚さんたちが入られる前、手塚（治虫）さんが一人で住んでおられた時に訪ねたこともありました。マンガ家になろうと思い立ち、原稿料がいくらくらいか訊きに行ったんですが、きちんと対応してくれて、親切でしたよ」と語っている[27]。また、トキワ荘グループは苦手だったと認め、「デビューしてまもない無名でしたから、寺田ヒロオさんや藤子不二雄さんとかは、ほとんど相手にしてくれなかったです。赤塚不二夫さんと、あとは石森（石ノ森）章太郎さんがちょっとだけ相手にしてくれました」とも発言している[28]。
- つのだじろう - スクーターで通っていた[29]。
- 坂本三郎
- 永田竹丸
- 横山孝雄
- しのだひでお

## 記念事業・関連事業

### プロジェクト

#### トキワ荘プロジェクト
NPO法人NEWVERYが運営する漫画家を目指す若者にシェアハウスを貸し出し、プロデビューをサポートする事業。参加者は、漫画関係の勉強会の受講や、仕事の斡旋・仲介を受けることができる。中には漫画家の甲斐谷忍や樹崎聖が指導を行うメンター荘もある。主な出身者は、カメントツ（『こぐまのケーキ屋さん』）、中川学（『くも漫。』）、雲母坂盾（『ボーンコレクション』）、一二三（『四十七大戦』）、西修（『魔入りました!入間くん』）、西村ツチカ、窓ハルカら。120名がプロデビューしている。

#### トキワ荘通り協働プロジェクト
南長崎地域の町会や商店会が中心となって進めるトキワ荘の地域活性プロジェクト。トキワ荘のあった街である南長崎地域では豊島区との協働の元、トキワ荘の「記憶」を地域文化として後世に繋げるため、様々な取り組みを行っている。
1999年に、若者を中心とする地元有志が記念館建設を呼びかける署名運動を始めた。一方でトキワ荘があったことを忘れたり、知らなかったりする地元住民も多く、跡地であることを偲ぶものも2007年まではなかった。
2007年、豊島区立中央図書館が設けたトキワ荘の特集コーナーを見た豊島区議会議員が、トキワ荘跡に近い南長崎ニコニコ商店街の事業部長で時計店主だった小出幹雄に「地元は何もしないのか」と問いかけた。それに触発された同商店街が2007年夏、「『マンガの神様』達のルーツはここからであった」と書いた看板を設置。記念碑づくりをめざす実行委員会が商店街と区役所などの合同で発足し、2009年、豊島区がトキワ荘跡から約300メートル離れた南長崎花咲公園に記念碑「トキワ荘のヒーローたち」を建てた（後述）。寺田ヒロオに関する小冊子作製、水野英子を招いてのトークショー開催など「トキワ荘文化」の掘り起こしや研究も進めた（後述）。
2012年には跡地にモニュメントが、翌2013年には通りに「お休み処」がつくられた。こうした活動の母体として、地元の町会、商店会と豊島区が2011年に「トキワ荘通り協働プロジェクト協議会」を設立。2016年に「としま南長崎トキワ荘協働プロジェクト協議会」へ改称した。
2024年6月1日、これまで正式には「南長崎通り」と定められていた豊島区道（千川通り交差点 - 目白通り交差点、約1.3 km）の通称名が、地元の要望を受けて「トキワ荘通り」へ変更された。

### 記念碑・モニュメント・記念施設

#### 記念碑「トキワ荘のヒーローたち」
地域住民と豊島区の協働で記念碑の建立が計画され、2009年3月にトキワ荘跡地近くに位置する豊島区立南長崎花咲公園において着工し、同年4月4日に完成した記念碑の除幕式が行われた。

#### トキワ荘跡地モニュメント
2012年4月6日には、トキワ荘の跡地（日本加除出版敷地内）に当時の建物をかたどった石造りのモニュメントが設けられ、除幕式が開かれた。なお現在、トキワ荘通り側から跡地に通じる道路とモニュメントがあるのは、漫画などでよく描かれるトキワ荘の正面玄関側ではなく、裏口と非常階段があった側である。

#### 作品モニュメント
2015年度から豊島区はモニュメント制作を開始、トキワ荘に住んだ漫画家全11人分の記念碑を設置中である。
- 手塚治虫「ジャングル大帝」レオ&ライヤ（2016年4月完成、西武池袋線東長崎駅南北自由通路）[36]。
- 寺田ヒロオ「背番号0」ゼロくん（2016年4月完成、南長崎スポーツ公園）[36]
- 鈴木伸一「ラーメン屋台モニュメント」（2016年12月完成、区立南長崎公園）[35]
- 森安なおや「いねっ子わらっ子」（2016年12月完成、特別養護老人ホーム「風かおる里」）[35]
- 水野英子「星のたてごと」リンダ&ユリウス（2018年12月完成、都営大江戸線落合南長崎駅構内）
- 藤子不二雄Ⓐ「怪物くん」（2019年6月完成、西武池袋線椎名町駅）
- 石ノ森章太郎「サイボーグ009」（2019年6月完成、西武池袋線椎名町駅）
- 赤塚不二夫「天才バカボン」（2019年6月完成、西武池袋線椎名町駅）[37]

#### トキワ荘通りお休み処
豊島区がトキワ荘の情報発信のための拠点として整備した施設。
- 1F - 休憩・物販・イベントスペース
- 2F - 展示スペース：常設展示（テラさんの部屋の再現）、企画展示

### トキワ荘復元事業
2020年の東京オリンピックに間に合わせる形で、 豊島区が近くの南長崎花咲公園（前述の記念碑「トキワ荘のヒーローたち」の設置場所）に、外観を復元した区立の施設「マンガの聖地としまミュージアム」（仮称）が2019年1月15日に着工され、「豊島区立トキワ荘マンガミュージアム」として2020年7月7日に開館した。
内部は当時の漫画家たちの仕事場が忠実に再現され、漫画の閲覧やアニメの上映スペースなどが設けられる。また、1階のマンガラウンジには、警視庁五方面記者クラブから寄贈を受けた「トキワ荘の天井板」のほか、ジオラマ作家山本高樹作のジオラマが特別展示されている。これらの費用はふるさと納税による全国の漫画ファンからの寄付で賄われた。
ミュージアム建設構想が動き出したのは2015年。外観や間取りの記録は当初ほとんどなかったが、トキワ荘解体を伝えた週刊誌の屋根を取り外した工事を撮った写真入り記事が見つかったことや、トキワ荘向かいにあった長屋の住人からトキワ荘の看板写真が寄せられたりしたことで、細部の再現が進捗した。

### 東長崎駅前交番
警視庁目白警察署は、東長崎駅前交番をトキワ荘に似た外観に改築した（2019年3月開所）。豊島区が要請し、図面などを提供した。

## 紫雲荘
紫雲荘（しうんそう）は、トキワ荘と同じ豊島区南長崎にあるアパートで、赤塚不二夫が仕事場として借りていたことで知られる。紫雲荘の建物は1959年築の2階建て。豊島区では2011年から若手漫画家のためにトキワ荘の代わりとして紫雲荘への入居費用補助などの支援をする「紫雲荘活用プロジェクト」を実施している。
紫雲荘の居住者一覧
- 村田らむ（愛知県出身[44]）
- 桐木憲一（山口県出身）
- 梶川岳（愛知県出身）

## トキワ荘の関連作品

### 書籍・文献
- 赤塚不二夫ほか『トキワ荘物語』翠楊社、1978年5月。
  - 手塚治虫と11人『トキワ荘物語』翠楊社、1983年。新版
  - 『COM』1969年10月号-1970年9月号（1970年5・6月号は合併号）に掲載された水野英子、寺田ヒロオ、藤子不二雄、森安なおや、鈴木伸一、永田竹丸、よこたとくお、赤塚不二夫、つのだじろう、石森章太郎、手塚治虫（掲載順）[45]による「トキワ荘物語」に加え、『COM』1969年12月号に掲載された長谷邦夫「椎名町奇譚」（「長谷邦夫パロディー劇場9」）を収録。
- 赤塚不二夫『まんが赤塚不二夫伝』光文社知恵の森文庫、2023年12月20日、ISBN 978-4-334-10166-4　※『トキワ荘物語』『ぼくの音楽青春』などトキワ荘時代の思い出を描いた「自伝的」作品や、『おかあさんのうた』『ナマちゃんのにちよう日』などトキワ荘時代に描いた「記念碑」的作品が多数収録されている
- 石森章太郎『章説・トキワ荘・春』スコラ、1981年9月。
  - 『トキワ荘の青春―ぼくの漫画修行時代』講談社文庫、1986年6月、ISBN 978-4-06183752-2（上記を文庫化）。
  - 『章説・トキワ荘・春』風塵社、1996年4月 ISBN 978-4-93873324-7（石森「トキワ荘物語」を加えて再刊）。
  - 『章説-トキワ荘の青春』中公文庫、2018年10月。上記を改題、解説竹宮惠子。
- 藤子不二雄『トキワ荘青春日記』光文社、1981年9月30日。
- 手塚治虫&13人『トキワ荘青春物語― Playback Tokiwaso』蝸牛社、1987年6月／同・文庫判（1995年12月、ISBN 978-4-87661266-6）
  - 12人のCOM掲載作品に加え、監修者である横山孝雄による「トキワ荘傍役物語」や丸山昭のエッセイ、さらに各漫画家の初期作品等を収録。
- 丸山昭『まんがのカンヅメ―手塚治虫とトキワ荘の仲間たち』ほるぷ出版、1993年4月、ISBN 978-4-59353427-2。 
  - 『トキワ荘実録―手塚治虫と漫画家たちの青春』小学館文庫、1999年、ISBN 978-4-09403441-7。※ 上記を増訂し文庫化
- 梶井純『トキワ荘の時代―寺田ヒロオのまんが道』筑摩書房（ちくまライブラリー）、1993年7月、ISBN 978-4-48005192-9。
  - 『トキワ荘の時代』筑摩書房（ちくま文庫）、2020年2月、ISBN 978-4-48043649-8。
- 竹熊健太郎『マンガ原稿料はなぜ安いか?』イースト・プレス、2004年2月1日、ISBN 978-4-87257420-3。
- 水野英子『トキワ荘日記』2009年10月（自費出版）。※著者公式サイト「水野英子の部屋 - ウェイバックマシン（2007年3月15日アーカイブ分）」の通信販売で入手可。
- 豊島区立郷土資料館・手塚プロダクション編『トキワ荘のヒーローたち〜マンガにかけた青春〜』豊島区立郷土資料館（2009年10月24日発行）、※ 企画展示（期間：2009年10月24日〜12月6日）の図録。
- 手塚治虫（他）『トキワ荘パワー!』祥伝社、ISBN 978-4-39678118-7（2010年8月31日）。
- 伊吹隼人『「トキワ荘」無頼派-漫画家・森安なおや伝』社会評論社、2010年10月、ISBN 978-4-78450940-9。
- 山内ジョージ 『トキワ荘最後の住人の記録 若きマンガ家たちの青春物語』東京書籍、2011年6月、ISBN 978-4-48780563-1。
  - 山内ジョージ：「トキワ荘最後の住人の記録」（ペーパーバック版）、東京書籍、ISBN 978-4-48781281-3 (2019年6月21日)。
- トキワ荘通り協働プロジェクト協議会 編『写真集・トキワ荘通り』トキワ荘通り協働プロジェクト協議会、平成25年（2013年）3月発行。
- 藤子不二雄（A） 監修、完全保存版『まんが道 大解剖』三栄書房（サンエイムック）、2017年4月、ISBN 978-4-77963054-5。
- 中川右介『手塚治虫とトキワ荘』集英社、2019年5月、ISBN 978-4-08781668-6。集英社文庫、2021年5月
- 豊島区 トキワ荘マンガミュージアム（監修）：『トキワ荘マンガミュージアム - 物語のはじまり』平凡社〈コロナ・ブックス〉、2021年4月21日、ISBN 978-4-58263526-3。
- 北見けんいち：「トキワ荘の遺伝子－北見けんいちが語る巨匠たちの横顔－」、小学館、2024年2月29日、ISBN 978-4-093891462。

### 漫画
- 秋本治『時は…』（『ジャンプスクエア』2008年2月号初出、ジャンプコミックス『秋本治SF短編集』収録）
- 桐木憲一『東京シャッターガール』1巻（『週刊漫画ゴラク』）

### 映像作品
- アニメ『ぼくらマンガ家 トキワ荘物語』1981年、東映動画制作・スペシャル番組
- ドキュメンタリー番組『わが青春の「トキワ荘」 〜現代マンガ家立志伝〜』1981年、NHK制作（NHK特集）※ VHSビデオテープ（ポニーキャニオン、品番：PCVK-30030（1989年12月21日発売））。
  - なお、この番組を製作したディレクター2名のうちの1人、遠藤景子はトキワ荘生まれである[46]。
- ドラマ『まんが道』（1986年11月17日 - 1986年12月5日放映のNHK銀河テレビ小説）
  - ドラマ『まんが道 - 青春篇』（1987年7月27日 - 1987年8月14日放映のNHK銀河テレビ小説）
- ドキュメンタリー番組『驚きももの木20世紀』で「トキワ荘の時代･マンガが青春だったころ〜」朝日放送（ABC）、1995年1月6日）。
- 映画『トキワ荘の青春』（1996年、市川準監督作品）※ VHS、LD、DVDあり。
- BS朝日番組『ザ・ドキュメンタリー』で「手塚治虫、赤塚不二夫、松本零士… 昭和の天才漫画家たち」、（2015年12月17日）。
- 番組『20世紀のファイルから』の「マンガがすべてだった トキワ荘の頃」。

## 関連団体・作品等

### 関連団体
- 新漫画党
- スタジオ・ゼロ
- 大泉サロン（東京都練馬区） - 竹宮惠子と萩尾望都が住んでいた長屋形式の住宅。
- 早大童話会・びわの実会 - 児童文学において多くの大作家を輩出した団体。

### トキワ荘を扱った作品
- まんが道 - 藤子不二雄Ⓐ（安孫子素雄）作の漫画。トキワ荘について詳しい[47]。
- 「愛…しりそめし頃に…―満賀道雄の青春」藤子不二雄Ⓐ作の漫画。『まんが道』の続編。
- ビアティチュード BEATITUDE - やまだないとの漫画。トキワ荘をモデルとして独自の解釈を加えた作品。
- デトロイト・メタル・シティ - 「アートキワ荘」という、トキワ荘をもじった、アーティスト志望の人々が住むアパートが登場する。
- SKET DANCE - 作中に登場する男子漫画研究部の名前がトキワ荘をもじった「卜打荘」（ぼくだそう）。
- ケロロ軍曹 - 単行本8巻にて「トキノワ荘」なるアパートが登場。住人は藤子F、A、石ノ森、赤塚らいずれもトキワ荘の往時の住人をモデルにしており、「ローナッツ」や「酎ーラ」といったトキワ荘でのエピソードを取り扱っている。
- ブラック・ジャック創作秘話〜手塚治虫の仕事場から〜 - 原作:宮崎克、漫画:吉本浩二の漫画。手塚治虫の制作秘話や舞台裏を描いた実録漫画であり、トキワ荘でのエピソードもいくつか描写されている。

### 展覧会
- 特別展「手塚治虫×石ﾉ森章太郎 マンガのちから」 - 2013年6月の東京展を皮切りに全国を巡回した展覧会。会場内にトキワ荘（縮小モデル）や居室が再現された[48]。
- 「藤子不二雄Ⓐ展」では、トキワ荘14号室（藤子不二雄Ⓐの部屋）が再現された。フォトスポットとして人気を集めた。また、この展覧会では藤本弘と安孫子素雄が落書き（?）したトキワ荘の壁も展示され、写真撮影も許可された。

### 記念碑
- 南長崎花咲公園 - トキワ荘記念碑が設置されている。

### 人物
- ちばてつや - トキワ荘のメンバーと交流があった（ちばてつや#エピソードを参照）。
- 北原照久 - トキワ荘の寄せ描きカーテンを所有。ごく稀に展覧会等にて公開している[49]。
- ときわ藍 - 2001年1月28日生まれの漫画家。ペンネームの由来はトキワ荘に由来する。

### 番組・報道
- 出没!アド街ック天国 - 2009年の「椎名町」の放送回では、トキワ荘に関連したものが多くランクインした。

## 西荻トキワ荘
東京都杉並区西荻窪（所在地は西荻南3丁目18-18）の木造廃アパートが、漫画家が集った「トキワ荘の西荻版」とされ「西荻トキワ荘」と呼ばれている。いしかわじゅんはエッセイ集『秘密の本棚』（2009年）でここを仕事場にしていたと記述し、やまだないと『西荻カメラ』（2003年）には「いしかわじゅん・大友克洋が仕事場とし、江口寿史・泉昌之・岡崎京子・桜沢エリカ・よしもとよしともらが住んでいた」とある。
しかしいしかわじゅん自身が、2015年10月17日に本人のTwitterで「西荻トキワ荘」の実在そのものを否定している。